# Кавказ (Кормянский район)
Кавказ (бел. Каўказ) — посёлок в Ворновском сельсовете Кормянского района Гомельской области Беларуси.
На юге и востоке граничит с лесом.

## География

### Расположение
В 7 км на юг от Кормы, в 62 км от железнодорожной станции Рогачёв (на линии Могилёв — Жлобин), в 117 км от Гомеля.

### Гидрография
На реке Добрич (приток реки Сож).

## Транспортная сеть
Рядом автодорога Корма — Чечерск. Застройка деревянная усадебного типа.

## История
Основан в начале 1920-х годов переселенцами из соседних деревень на бывших помещичьих землях. В 1931 году жители вступили в колхоз. Согласно переписи 1959 года в составе колхоза «Рассвет» (центр — деревня Высокое.

## Население

### Численность
- 2004 год — 4 хозяйства, 4 жителя.

### Динамика
- 1959 год — 35 жителей (согласно переписи).
- 2004 год — 4 хозяйства, 4 жителя.